# Gonatium
Gonatium es un género de arañas araneomorfas de la familia Linyphiidae. Se encuentra en la zona holártica.

## Lista de especies
Según The World Spider Catalog 12.0:
- Gonatium arimaense Oi, 1960
- Gonatium biimpressum Simon, 1884
- Gonatium cappadocium Millidge, 1981
- Gonatium crassipalpum Bryant, 1933
- Gonatium dayense Simon, 1884
- Gonatium ensipotens (Simon, 1881)
- Gonatium fuscum Bösenberg, 1902
- Gonatium geniculosum Simon, 1918
- Gonatium gilbum Bösenberg, 1902
- Gonatium hilare (Thorell, 1875)
- Gonatium japonicum Simon, 1906
- Gonatium nemorivagum (O. Pickard-Cambridge, 1875)
- Gonatium nipponicum Millidge, 1981
- Gonatium occidentale Simon, 1918
- Gonatium orientale Fage, 1931
- Gonatium pacificum Eskov, 1989
- Gonatium pallidum Bösenberg, 1902
- Gonatium paradoxum (L. Koch, 1869)
- Gonatium petrunkewitschi Caporiacco, 1949
- Gonatium rubellum (Blackwall, 1841)
- Gonatium rubens (Blackwall, 1833)
- Gonatium strugaense Drensky, 1929